# يبهون آر
يبهون آر هي طائرة استطلاع بدون طيار متوسطة الارتفاع طويلة المدى صممت وصنعت لدى شركة أدكوم للأنظمة للمهمات التكتيكية مثل التعقب والمراقبة الحية ليلا ونهارا ومهمات البحث والإنقاذ. مراقبة الحدود. ومسح المناطق عن بعد وما إلى هنالك من مهمات مشابهة
لقد تم تصميمها حتى تكون قادرة على الإقلاع والهبوط بوقت قصير ومن على مدرجات شبة معدة وقصيرة ويمكنها الهبوط على عجلاتها أو بمظلة للهبوط الاضطراري

## المميزات
- تلقائية التشغيل بالكامل بواسطة وحدة التحكم في الطيران الخاصة والملاحة الاّلية ADCOM 3D
- القدرة على التخطيط المسبق للمهمات مع امكانية التعديل على المهمات أثناء الطيران وتسجيلها.
- القدرة على حمل أنواع متعددة من الأحمال والمتحسسات مثل أجهزة الأشعة دون الحمراء، التصوير الحراري، نظام تحديد بالليزر، نظام قياس المسافات والمستشعرات الكهروبصرية.
- القدرة على طي ودوران العجلة الأمامية من أجل التشغيل الأمثل.
- امكانية تحديث وتزويد الطائرة بأجهزة رادار (SAR)

## المواصفات
المسافة بين الجناحين
6.5 متر 	21.3 قدم
الطول
5 متر 	16.4 قدم
الارتفاع
2 متر 	6.5 قدم
مساحة الرفع الكلية 	8 متر مربع 	86 قدم مربع
طول جسم الطائرة 	4 متر 	13.1 قدم
وزن الطائرة فارغة
270 كجم 	595 رطل
حمولة الإقلاع القصوى
570 كجم 	1257 رطل
وزن الأحمال
60 -120 كجم 	132 - 463 رطل
سعة خزان الوقود 	240 لتر 	63 جالون
قوة المحرك 	80/100 حصان

## أداء الرحلة
سرعة السقوط
92 كم/س
[25 م/ث]
50 عقدة
سرعة التحليق
120-240 كم/س
[33-66 م/ث]
65-130 عقدة
فترة الطيران
27 ساعة
سقف الارتفاع
6700 متر
22000 قدم

## الأبعاد
المسافة بين الجناحين
6.5 متر
21.3 قدم
الطول
5 متر
16.4 قدم
الارتفاع
2 متر
6.5 قدم
طول جسم الطائرة
4 متر
13.1 قدم
مساحة الرفع الكلية
8 متر مربع
86 قدم مربع
الأحمال
يمكن لليبهون آر إستيعاب مجموعة كبيرة من الأحمال مثل: :
- أجهزة الأشعة دون الحمراء
- التصوير الحراري
- أجهزة تمييز الأهداف البعيدة وتحديد المسافة
- أجهزة التحسس الكهرو بصري[1]

## وصلات خارجية
http://adcom-systems.com/ARB/UAV/YAHBON-R/Overview.html